# Mazaný Filip
Mazaný Filip je česká filmová kriminální komedie z roku 2003 režiséra Václava Marhoula, který je také autorem scénáře podle své stejnojmenné divadelní hry v divadle Sklep.
Film navazuje na tradici českých stylizovaných parodií, jako byl Limonádový Joe, Kdo chce zabít Jessii ?, Konec agenta W4C prostřednictví psa pana Foustky, Adéla ještě nevečeřela a Tajemství hradu v Karpatech přičemž paroduje noirové filmy. Mezi parodované atributy filmu noir patří především postava chandlerovského detektiva drsné školy Phila Marlowa (Tomáš Hanák), který vyšetřuje zprvu banální zmizení osoby v Los Angeles roku 1937. Jeho femme fatale Velmu Hatfieldovou si zahrála Vilma Cibulková.
Českými lvy za rok 2003 byla oceněna kamera Vladimíra Smutného a výprava Jana Vlasáka. V kategorii fantasy/horor vyhrál stříbrnou cenu na MFF WordFest-Houstonu.

## Obsazení
hlavní role
- Tomáš Hanák – Phil Marlowe
- Vilma Cibulková – Velma Hatfieldová

vedlejší role
- František Skála – Ben Goodman
- Pavel Liška – Charlie Brown / Nigel Smith
- Bohumil Klepl – recepční v hotelu Central
- Viktor Preiss – barman v Egypt Clubu
- Tomáš Vorel – konferenciér
- Eva Holubová – Tornádo You
- Jaroslav Dušek – režisér
- Matěj Hádek – známý ve studiu
- Ivo Kubečka – Jules Amthor
- Robert Nebřenský – McChesney
- Michal Novotný – barman Lopéz
- Petr Vacek – Kenny Mattel
- Miroslav Táborský – gangster Adolfo
- Petr Čtvrtníček – gangster Jussepe
- Jiří Macháček – de Soto
- Oldřich Kaiser – Paolo Perrugini
- David Vávra – seržant Kid<
- Jan Slovák – strážník Kid
- Jiří Fero Burda – poručík McGee
- Ivan Vyskočil – dědek ve výtahu
- Milan Šteindler – ředitel Konrád Frogg
- Miroslav Etzler – starosta L. A.

epizodní role
- Jakub Špalek – host v hotelu
- Šimon Caban – chandler
- Aleš Najbrt – kouzelník
- Zdeněk David – smějící se opilec
- Bára Trojanová – klapka
- Martin Zbrožek – kameraman
- Martin Duba – ostřič
- Věra Víchová – skriptka
- Otakáro Schmidt – beduín
- Ivan Trojan – maskér
- Ruth Horáčková – služka
- Radomil Uhlíř – Gogo
- Anežka Kušiaková – školačka
- Lenka Vychodilová – taxikářka
- Jana Hanáková – socha svobody
- Marian Roden – strýček Sam
- Aňa Geislerová – slečinka v ohrožení
- Jaroslav Róna – zřízenec č. 1
- Libor Balabán – zřízenec č. 2
- Vlastimil Zavřel – bachař
- Jan Kraus – právník Jerry Winslow